# 1980 în informatică
- 1979 în informatică — 1980 în informatică — 1981 în informatică

1980 în informatică a însemnat o serie de evenimente noi notabile:

## Premiul Turing
- C. A. R. Hoare